# Каннський кінофестиваль 2020
73-й Каннський міжнародний кінофестиваль — міжнародний кінофестиваль, який був запланований на травень 2020 року, але не пройшов у стандартному форматі через епідеміологічну ситуацію у Франції, країні проведення. Однак через пандемію COVID-19 у Франції керівництво фестивалю оголосило 14 квітня 2020 року, що фестиваль не може бути проведений у його «первісному вигляді», і що зараз вивчаються альтернативні способи спостереження за фестивалем. Його було скасовано вперше з 1968 року. У вересні організатори оголосили, що з 27 по 29 жовтня на набережній Круазетт відбудеться обмежений фестиваль просто неба, в рамках якого покажуть чотири фільми офіційної програми, конкурс короткометражних фільмів та програму Cinéfondation. Програма «Семестр критики» також запустила безкоштовний онлайн-показ своїх короткометражних фільмів у жовтні.

## Організація

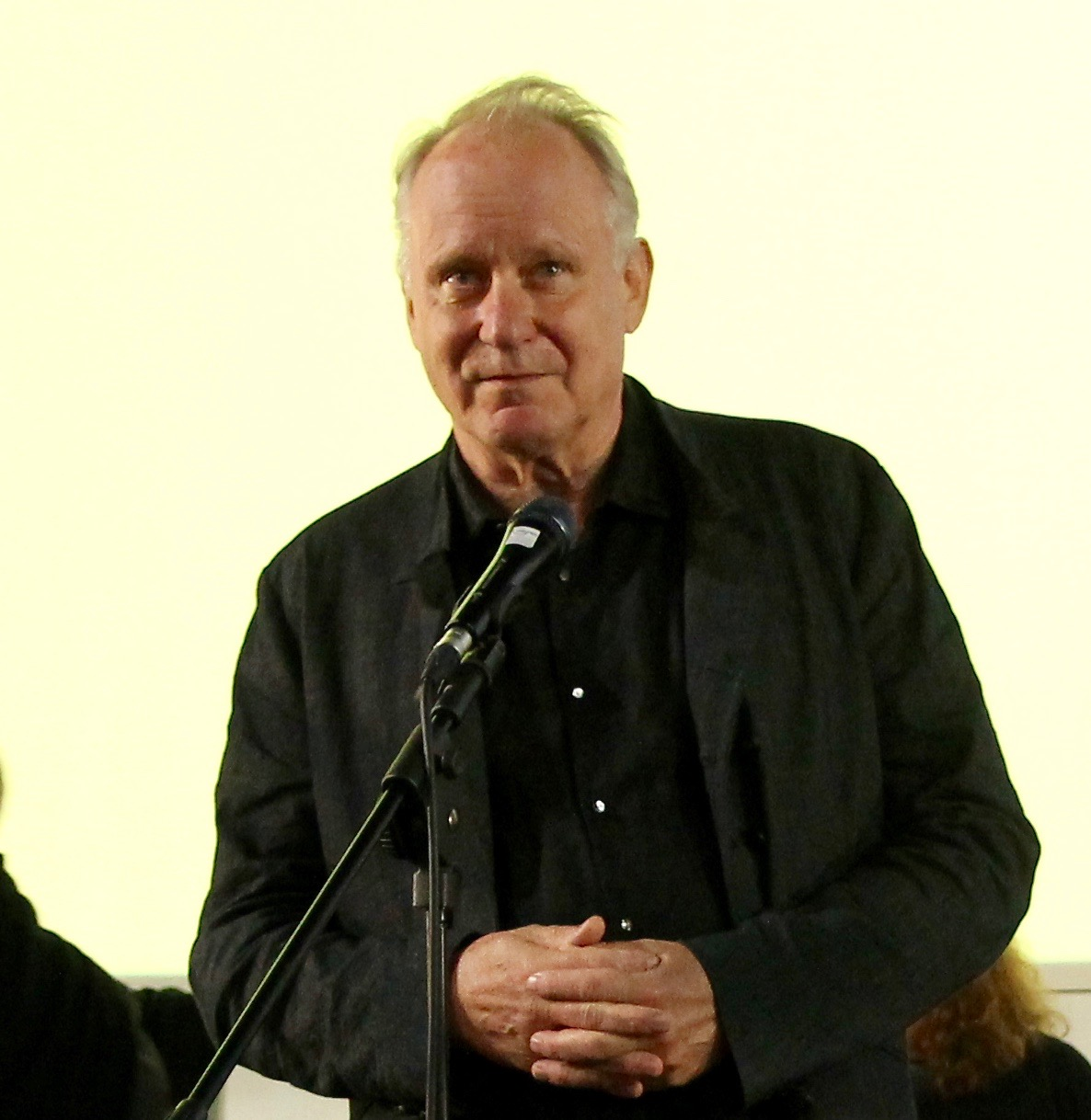
Актор Стеллан Скарсгард на прем'єрі фільму «Останні слова» під час фестивалю Cinema Ritrovato у серпні 2020 року. Фільм був запланований до показу в Каннах до того, як фестиваль скасували через пандемію COVID-19

13 січня 2020 року Спайк Лі був призначений головою журі. Однак через поширення COVID — 19 у Франції керівництво фестивалю 14 квітня 2020 року оголосило, що фестиваль не може бути проведений в його «первісній формі».
Раніше керівництво фестивалю розглядало можливість проведення фестивалю в червні або липні, після скасування заходу. В середині березня головне місце проведення фестивалю, Grand Auditorium імені Луї Люм'єр був перетворений на тимчасовий притулок для бездомних. У травні 2020 року було оголошено, що фестиваль не буде проводитися, як раніше, але офіційний відбір фільмів буде проводитися 3 червня 2020 року.

## Офіційна програма
Офіційна програма була розділена на кілька неконкуруючих між собою підкатегорії. Половина з них була сформована залежно від статусу режисера, інші фільми були розподілені на жанри.

### Вірність (або ті, кого вже хоч раз вибирали раніше)
| Назва українською мовою      | Оригінальна назва                | Режисер (-и)      | Країна виробництва                    |
| ---------------------------- | -------------------------------- | ----------------- | ------------------------------------- |
| Французький вісник           | The French Dispatch              | Вес Андерсон      | США, Німеччина                        |
| Літо 85                      | Été 85                           | Франсуа Озон      | Франція                               |
| Справжні матері              | Asa ga Kuru                      | Кавасе Наомі      | Японія                                |
| -                            | Small Axe: Lovers Rock           | Стів Макквін      | Велика Британія                       |
| -                            | Small Axe: Mangrove              | Стів Макквін      | Велика Британія                       |
| Ще по одній                  | Druk                             | Томас Вінтерберг  | Данія                                 |
| ДНК                          | ADN                              | Майвенн           | Франція                               |
| Останні слова                | Last Words                       | Джонатан Носсітер | Італія, Франція                       |
| По дорозі в країну щастя     | Heaven: To the Land of Happiness | Лім Сан-су        | Південна Корея                        |
| Прийдешня забудькуватість    | El Olvido que Seremos            | Фернандо Труеба   | Колумбія                              |
| Потяг до Пусана 2. Півострів | Bando                            | Ен Сан-хо         | Південна Корея                        |
| В сутінках                   | Au Crépuscule                    | Шарунас Бартас    | Литва, Франція, Сербія, Чехія, Латвія |
| Чоловіки                     | Des hommes                       | Люка Бельво       | Франція, Бельгія                      |
| -                            | Honki no Shirushi                | Кодзі Фукада      | Японія                                |

### Новоприбулі
| Назва українською мовою      | Оригінальна назва                           | Режисер (-и)               | Країна виробництва         |
| ---------------------------- | ------------------------------------------- | -------------------------- | -------------------------- |
| Звичайна пристрасть          | Passion simple                              | Даніель Арбіден            | Франція, Бельгія           |
| Хороша людина                | A Good Man                                  | Марі-Кастілья Менсьон-Шаар | Франція, Бельгія           |
| Що ми говоримо, що ми робимо | Les Choses qu'on dit, les choses qu'on fait | Емманюель Муре             | Франція                    |
| Суад                         | Souad                                       | Ейтен Амін                 | Єгипет                     |
| Забуття                      | Limbo                                       | Бен Шаррок                 | Велика Британія            |
| Червона земля                | Rouge                                       | Фарід Бентумі              | Франція, Бельгія           |
| ЗСЖ                          | Sweat                                       | Магнус ван Хорн            | Швеція, Польща             |
| Лютий                        | Février                                     | Камен Калев                | Болгарія, Франція          |
| Амоніт                       | Ammonite                                    | Френсіс Лі                 | Велика Британія, Австралія |
| Нічний лікар                 | Un médecin de nuit                          | Елі Важеман                | Франція                    |
| Фассбіндер                   | Enfant Terrible                             | Оскар Рьолер               | Німеччина                  |
| Надя, Батерфляй              | Nadia, Butterfly                            | Паскаль Плант              | Канада                     |
| І ось ми тут                 | Here We Are                                 | Нір Бергман                | Ізраїль, Італія            |

### Повнометражний дебют
| Назва українською мовою   | Оригінальна назва                                           | Режисер (-и)                 | Країна виробництва                 |
| ------------------------- | ----------------------------------------------------------- | ---------------------------- | ---------------------------------- |
| Падіння                   | Falling                                                     | Вігго Мортенсен              | США, Об'єднане королівство, Канада |
| -                         | Pleasure                                                    | Нінья Тюберг                 | Швеція, Нідерланди, Франція        |
| -                         | Slalom                                                      | Шарлен Фавьер                | Франція                            |
| -                         | Casa de Antiguidades                                        | Жоау Паулу Міранда Марія     | Бразилія, Франція                  |
| -                         | Broken Keys                                                 | Джиммі Кейруз                | Ліван, США, Франція, Кіпр          |
| -                         | Ibrahim                                                     | Самір Гесмі                  | Франція                            |
| Початок                   | Beginning                                                   | Деа Кулумбегашвілі           | Грузія                             |
| Гагарін                   | Gagarine                                                    | Фанні Леатар, Jérémy Trouilh | Франція                            |
| -                         | 16 printemps                                                | Сюзанн Ліндон                | Франція                            |
| Негідник                  | Vaurien                                                     | Петер Дурунціс               | Франція                            |
| -                         | Garçon chiffon                                              | Ніколя Морі                  | Франція                            |
| -                         | Si le vent tombe (Presented with the ACID parallel section) | Нора Мартиросян              | Франція, Бельгія, Вірменія         |
| -                         | John and the Hole                                           | Паскуаль Систо               | США                                |
| Біг з вітром              | Ye Ma Fen Zong                                              | Вей Шуцзюнь                  | Китай                              |
| Смерть кіно і мого батька | The Death of Cinema and my Father Too                       | Дені Розенберг               | Ізраїль                            |

### Інші фільми

#### Кіноальманах
| Назва українською мовою  | Оригінальна назва | Режисер (-и)                                                                 | Країна виробництва |
| ------------------------ | ----------------- | ---------------------------------------------------------------------------- | ------------------ |
| Септет: Історія Гонконгу | 七人樂隊          | Саммо Хун, Енн Хуей, Патрік Там, Юень Ву-Пін, Джонні Те, Рінго Лам, Цуй Харк | Гонконг            |

#### Документальне кіно
| Назва українською мовою | Оригінальна назва        | Режисер (-и)               | Країна виробництва      |
| ----------------------- | ------------------------ | -------------------------- | ----------------------- |
| -                       | En route pour le million | Дюдо Амаді                 | Конго, Бельгія, Франція |
| -                       | The Truffle Hunters      | Майкл Двек, Грегорі Кершоу | США, Італія, Греція     |
| Дев'ять днів в Ракку    | 9 Jours à Raqqa          | Ксавьє де Лозанн           | Франція                 |

#### Комедія
| Назва українською мовою                  | Оригінальна назва            | Режисер (-и)      | Країна виробництва |
| ---------------------------------------- | ---------------------------- | ----------------- | ------------------ |
| -                                        | Antoinette dans les Cévènnes | Керолайн Віньяль  | Франція            |
| -                                        | Les deux Alfred              | Брюно Подалідес   | Франція            |
| Футбол                                   | Un triomphe                  | Еммануель Курколь | Франція            |
| Походження світу (Перший художній фільм) | L'Origine du monde           | Лоран Лафітт      | Франція            |
| -                                        | Le Discours                  | Лоран Тірар       | Франція            |

#### Анімація
| Название на русском языке | Оригинальное название               | Режиссёр(-ы)         | Страна производства              |
| ------------------------- | ----------------------------------- | -------------------- | -------------------------------- |
| Ая и ведьма               | Aya to Majo                         | Горо Миядзаки        | Япония                           |
| Побег                     | Flee                                | Йонас Поэр Расмуссен | Дания, Франция, Швеция, Норвегия |
| Хосеп                     | Josep (Первый художественный фильм) | Аурэль               | Франция                          |
| Душа                      | Soul                                | Пит Доктер           | США                              |

## Паралельна програма

### Міжнародний тиждень критики
Наступні фільми отримали спеціальну й офіційну відмітку, поставлену Міжнародним тижнем критики.

#### Повнометражні фільми
| Назва українською мовою | Оригінальна назва       | Режисер (-и)       | Країна виробництва             |
| ----------------------- | ----------------------- | ------------------ | ------------------------------ |
| -                       | After Love              | Алім Кхан          | Об'єднане королівство, Франція |
| -                       | De l'or pour les chiens | Анна Казенав Камбе | Франція                        |
| -                       | La Nuée                 | Жюст Філіппо       | Франція                        |
| -                       | Sous le ciel d'Alice    | Хлоя мазла         | Франція                        |
| -                       | La Terre des hommes     | Ноель Марандін     | Франція                        |

#### Короткометражні фільми
| Назва українською мовою | Оригінальна назва    | Режисер (-и)            | Країна виробництва    |
| ----------------------- | -------------------- | ----------------------- | --------------------- |
| -                       | August 22, this year | Грехем Фой              | Канада                |
| -                       | Axşama doğru         | Теймур Гаджієв          | Азербайджан           |
| -                       | Dustin               | Найля Гіге              | Франція               |
| -                       | Forastera            | Люсія Аленьяр Іглесіяс  | Іспанія               |
| -                       | Good Thanks, You?    | Моллі Манін Уолкер      | Об'єднане Королівство |
| -                       | とてつもなく大きな   | ая Казауое              | Японія                |
| -                       | Maalbeek             | Ісмаель Жоффруа Шандуті | Франція               |
| -                       | Marlon Brando        | Вінсент Тіланус         | Нідерланди            |
| -                       | Menarca              | Лилла Халла             | Бразилія              |
| -                       | White Goldfish       | Ян Россенс, Раф Россенс | Бельгія               |

### Режисерська ніч
Режисерський тиждень не проводився.

### АРНК (ACID)
Наступні фільми отримали спеціальну й офіційну відмітку, надану АРНК (ACID) (Асоціація з розповсюдження незалежного кіно).
| Назва українською мовою | Оригінальна назва                                                         | Режисер (-и)                       | Країна виробництва         |
| ----------------------- | ------------------------------------------------------------------------- | ---------------------------------- | -------------------------- |
| -                       | Les affluents                                                             | Джесс Мічелі                       | Камбоджа, Франція          |
| -                       | Funambules                                                                | Ілан Кліппер                       | Франція                    |
| -                       | Les Graines que l'on sème                                                 | Натан Ніхолович                    | Франція                    |
| -                       | Il Mio Corpo                                                              | Мішель Пеннетта                    | Швейцарія, Італія          |
| -                       | The Last Hillbilly                                                        | Діана Сара Бузгарроу, Томас Дженко | Франція, Катар             |
| -                       | Loin de vous j'ai grandi                                                  | Марі Дюмор                         | Франція                    |
| -                       | Si le vent tombe (Представлено офіційний відбір Каннського кінофестивалю) | Нора Мартиросян                    | Франція, Бельгія, Вірменія |
| -                       | La Última Primavera                                                       | Ізабель Ламберти                   | Нідерланди, Іспанія        |
| -                       | Walden                                                                    | Божена Хорацкова                   | Франція, Литва             |

Програма ACID Trip # 4, яка повинна була бути присвячена молодіжному чилійському кінематографу, була перенесена на 2021 рік.